# Chańcza (zbiornik wodny)
Zalew Chańcza – zbiornik retencyjny na Czarnej Staszowskiej, zlokalizowany w pobliżu miejscowości Chańcza w południowo-wschodniej części województwa świętokrzyskiego, w widłach utworzonych przez drogi wojewódzkie nr 756 i 764. Południowa część zbiornika leży w powiecie staszowskim (14 km od Staszowa), północna w powiecie kieleckim (kilka km na południe od Rakowa).

## Morfometria

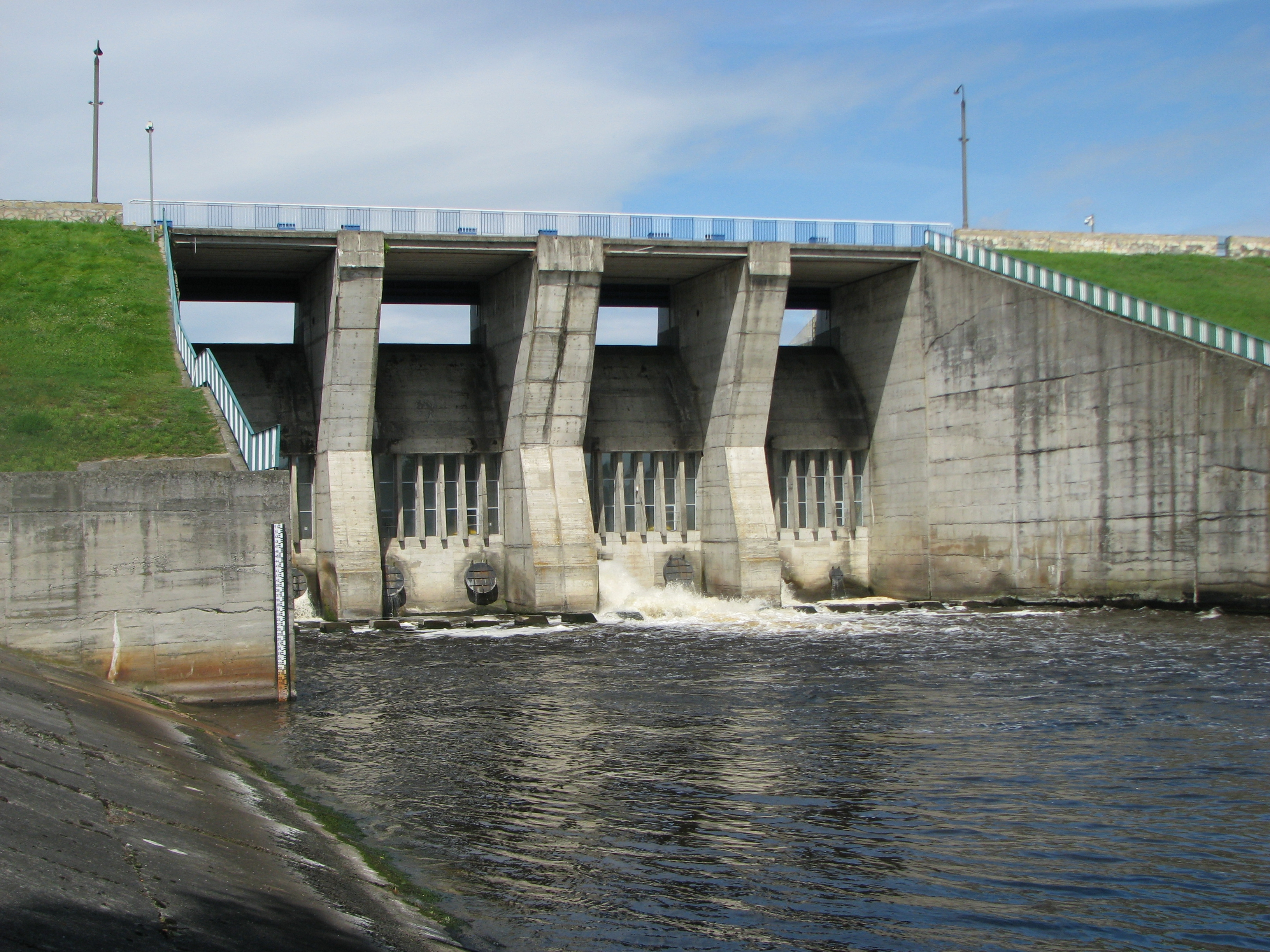
Zapora

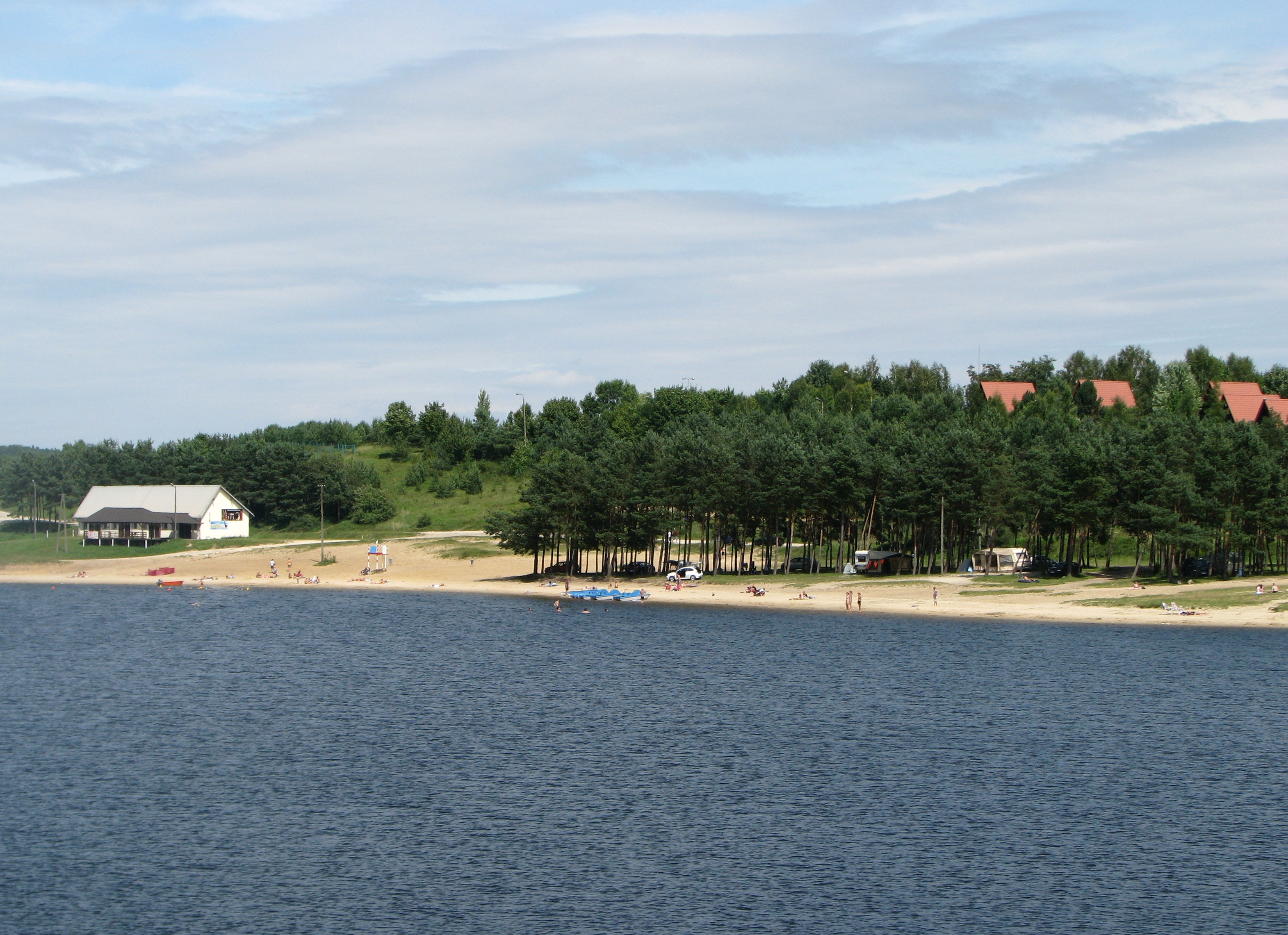
Lewy brzeg zalewu z plażą i polem namiotowym. W tle domki letniskowe

Zalew Chańcza położony jest na wysokości 216,8 m n.p.m. Obszar zalewu obejmuje tereny otuliny Cisowsko-Orłowińskiego Parku Krajobrazowego i Chmielnicko-Szydłowskiego Obszaru Chronionego Krajobrazu. Teren wokół zalewu jest lekko pofałdowany.
Zalew powstawał przez 10 lat, od 1974 do 1984 roku. Powierzchnia lustra wody to 340 ha. Maksymalna pojemność zbiornika wynosi 40 mln m³ wody. Głębokość (poza okresami suszy i powodzi) waha się od 11 metrów w pobliżu tamy do poniżej 3 metrów w północnych krańcach.
Zalew powstał przez zalanie fragmentu doliny rzeki Czarnej wraz z przylegającymi łąkami, pastwiskami i kilkoma zabudowaniami. Tereny były miejscami zakrzaczone i porośnięte lasem. Krzewy i drzewa wycięto, zostawiając jednak pnie. Budowle (młyn, mostek, nasyp drogowy) częściowo rozebrano i wyburzono, ich pozostałości, pokryte w większości osadem rzecznym znajdują się na dnie jeziora. Dno zalewu jest przez to zróżnicowane, pełne wypłyceń i głębi. Przeważnie piaszczyste, z wyjątkiem rozlewisk w okolicach Rakowa. Po obfitych opadach pojawiają się osady naniesione przez zasilające rzeki i strumienie.

## Przyroda
Północne krańce zalewu porastają rośliny wynurzone, między innymi trzcina i pałka wodna. Na większości płycizn, których głębokość nie przekracza 2 m można spotkać roślinność podwodną. Przeważnie łagodne i suche brzegi porośnięte są lasem sosnowym, dzięki czemu panują dobre warunki do biwakowania. Zorganizowany jest szereg płatnych pól namiotowych z dostawą wody pitnej i wywozem śmieci.
Potencjał ekologiczny wód w 2021 (częściowo na podstawie danych z roku 2018) oceniono jako słaby. Zadecydował o tym stan fitobentosu, podczas gdy stan fitoplanktonu sklasyfikowano jako umiarkowany, a zoobentosu jako dobry. Parametry fizykochemiczne mieściły się w pierwszej klasie. W tym samym czasie stan chemiczny sklasyfikowano jako poniżej dobrego ze względu na przekroczenie norm dla PBDE i heptachloru w tkankach ryb i benzo(a)pirenu w wodzie.

## Turystyka i wędkarstwo
Zalew spełnia istotną rolę rekreacyjną dla okolicznej ludności, daje możliwość kąpieli (2 kąpieliska w sezonie strzeżone przez ratowników WOPR), pływania rowerem wodnym, kajakiem czy łódką, uprawiania windsurfingu, sportów motorowodnych i wędkarstwa. Akwen należał do najlepszych w Polsce łowisk sandacza, jednak liczba tych ryb czasowo ulega zmianom. Oprócz tego występują tu: okoń, szczupak i boleń.